# MTV Asia Awards
MTV Asia Awards – nagrody muzyczne przyznawane przez MTV Asia.

## Miasta organizujące galę
- 2002 –  Singapur (prowadzący: Mandy Moore i Ronan Keating)
- 2003 –  Singapur (prowadzący: Shaggy i Coco Lee)
- 2004 –  Singapur (prowadzący: Vanness Wu i Michelle Branch)
- 2005 –  Bangkok (prowadzący: Alicia Keys)
- 2006 –  Bangkok (prowadzący: Lee-Hom Wang i Kelly Rowland)
- 2007 – nie przyznano
- 2008 –  Genting (prowadzący: Jared Leto i Karen Mok)
- 2009 – nie przyznano

## Zwycięzcy

### 2002
- Najlepszy wokalista: Ricky Martin
- Najlepsza wokalistka: Britney Spears
- Najlepszy teledysk: Backstreet Boys – The Call
- Najlepszy artysta pop: Westlife
- Najlepszy artysta rock: Bon Jovi
- Najlepszy debiut: Linkin Park
- Inspiracja roku: Jackie Chan
- Nagroda filmowa: Przyczajony tygrys, ukryty smok
- Najlepszy aktor filmów hinduskich: Jaane Kyon
- Najlepszy projektant mody: Donatella Versace
- Najlepszy artysta chiński: Na Ying
- Najlepszy artysta hongkoński: Sammi Cheng
- Najlepszy artysta hinduski: Shaan
- Najlepszy artysta indonezyjski: Padi
- Najlepszy artysta koreański: Kang Ta
- Najlepszy artysta malezyjski: Siti Nurhaliza
- Najlepszy artysta filipiński: Regine Velasquez
- Najlepszy artysta singapurski: Stefanie Sun
- Najlepszy artysta tajwański: Chang Hui Mei
- Najlepszy artysta tajski: Pru

### 2003
- Najlepszy wokalista: Robbie Williams
- Najlepsza wokalistka: Avril Lavigne
- Najlepszy teledysk: Linkin Park – Pts.OF.Athrty
- Najlepszy artysta pop: Blue
- Najlepszy debiut: Avril Lavigne
- Najlepszy artysta rock: Linkin Park
- Inspiracja roku: JVKV
- Nagroda stylistów: Avril Lavigne
- Nagroda filmowa: Devdas
- Najlepszy artysta chiński: Yu Quan
- Najlepszy artysta hongkoński: Sammi Cheng
- Najlepszy artysta hinduski: A.R. Rahman
- Najlepszy artysta indonezyjski: Cokelat
- Najlepszy artysta koreański: j.t.L
- Najlepszy artysta malezyjski: Siti Nurhaliza
- Najlepszy artysta filipiński: Regine Velasquez
- Najlepszy artysta singapurski: Stefanie Sun
- Najlepszy artysta tajwański: Jay Chou
- Najlepszy artysta tajski: D2B

### 2004
- Najlepszy wokalista: Gareth Gates
- Najlepsza wokalistka: Christina Aguilera
- Najlepszy artysta pop: Blue
- Najlepszy artysta rock: Linkin Park
- Najlepszy teledysk: Linkin Park – Breaking The Habit
- Najlepszy debiut: t.A.T.u.
- Nagroda filmowa: Michelle Yeoh
- Nagroda za osiągnięcia życia: Mariah Carey
- Inspiracja roku: Anita Mui
- Najbardziej wpływowy artysta: BoA
- Najlepszy artysta chiński: Pu Shu
- Najlepszy artysta hongkoński: Sammi Cheng
- Najlepszy artysta hinduski: Abhijeet
- Najlepszy artysta indonezyjski: Audy
- Najlepszy artysta koreański: BoA
- Najlepszy artysta malezyjski: Siti Nurhaliza
- Najlepszy artysta filipiński: Parokya ni Edgar
- Najlepszy artysta singapurski: Stefanie Sun
- Najlepszy artysta tajwański: A*Mei
- Najlepszy artysta tajski: Bird McIntyre

### 2005
- Najlepszy wokalista: Usher
- Najlepsza wokalistka: Avril Lavigne
- Najlepszy artysta pop: Simple Plan
- Najlepszy artysta rock: Hoobastank
- Najlepszy teledysk: Maroon 5 – She Will Be Loved
- Najlepszy debiut: Ashlee Simpson
- Nagroda filmowa: Kung Fu Hustle
- Nagroda stylistów: Nigo
- Inspiracja roku: Ofiary tsunami z 2004 roku
- Najlepszy artysta chiński: Sun Yue
- Najlepszy artysta hongkoński: Joey Yung
- Najlepszy artysta hinduski: Strings
- Najlepszy artysta indonezyjski: Peterpan
- Najlepszy artysta koreański: Rain
- Najlepszy artysta malezyjski: Siti Nurhaliza
- Najlepszy artysta filipiński: Rivermaya
- Najlepszy artysta singapurski: Stefanie Sun
- Najlepszy artysta tajwański: Jay Chou
- Najlepszy artysta tajski: Silly Fools

### 2006
- Najlepszy wokalista: Ricky Martin
- Najlepsza wokalistka: Shakira
- Najlepszy artysta pop: Shakira
- Najlepszy artysta rock: Green Day
- Najlepszy teledysk: Shakira – Hips Don't Lie
- Nagroda za osiągnięcia muzyczne: Destiny’s Child
- Najlepszy debiut: Simon Webbe
- Nagroda stylistów: Jolin Tsai
- Inspiracja roku: Bird McIntyre
- Debiut współpracy: Teriyaki Boyz
- Najlepszy artysta chiński: Vicki Zhao
- Najlepszy artysta hongkoński: Twins
- Najlepszy artysta hinduski: Jal
- Najlepszy artysta indonezyjski: Peterpan
- Najlepszy artysta koreański: SE7EN
- Najlepszy artysta malezyjski: Mawi
- Najlepszy artysta filipiński: Rivermaya
- Najlepszy artysta singapurski: Taufik Batisah
- Najlepszy artysta tajwański: Wang Lee Hom
- Najlepszy artysta tajski: Tata Young

### 2007
nie przyznano

### 2008
- Najlepszy międzynarodowy artysta w Azji: Linkin Park
- Debiut roku: Leona Lewis
- Najlepszy teledysk: 30 Seconds to Mars – A Beautiful Lie
- Inspiracja roku: Karen Mok
- Nagroda stylistów: Panic! at the Disco
- Knockout: The Click Five
- Nagroda za innowację: Radiohead
- Bring Da House Down: Muse
- Best Hook Up: OneRepublic feat. Timbaland – Apologize
- Najlepszy artysta chiński: Li Yuchun
- Najlepszy artysta hongkoński: Leo Ku
- Najlepszy artysta indonezyjski: Yovie Widianto
- Najlepszy artysta koreański: Super Junior
- Najlepszy artysta malezyjski: Nicholas Teo
- Najlepszy artysta filipiński: Chicosci
- Najlepszy artysta singapurski: Stefanie Sun
- Najlepszy artysta tajwański: Show Lo
- Najlepszy artysta tajski: TOR+Saksit

### 2009
nie przyznano

## Zwycięzcy według krajów
| Państwo   | 2002 | 2003 | 2004 | 2005 | 2006 | 2007 | 2008 | 2009 | Suma |
| --------- | ---- | ---- | ---- | ---- | ---- | ---- | ---- | ---- | ---- |
| USA       | 4    | 2    | 4    | 4    | 3    |      | 5    |      | 22   |
| Hongkong  | 3    | 1    | 2    | 2    | 1    |      | 2    |      | 11   |
| Anglia    |      | 2    | 2    |      | 1    |      | 3    |      | 8    |
| Tajwan    | 1    | 2    | 1    | 1    | 2    |      | 1    |      | 8    |
| Korea     | 1    | 1    | 2    | 1    | 1    |      | 1    |      | 7    |
| Tajlandia | 1    | 1    | 1    | 1    | 2    |      | 1    |      | 7    |
| Indie     | 2    | 2    | 1    | 1    | 1    |      |      |      | 7    |
| Malezja   | 1    | 1    | 2    | 1    | 1    |      | 1    |      | 7    |
| Singapur  | 1    | 1    | 1    | 1    | 1    |      | 1    |      | 6    |
| Chiny     | 1    | 1    | 1    | 1    | 1    |      | 1    |      | 6    |
| Filipiny  | 1    | 1    | 1    | 1    | 1    |      | 1    |      | 6    |
| Indonezja | 1    | 1    | 1    | 1    | 1    |      | 1    |      | 6    |
| Kanada    |      | 3    |      | 2    |      |      |      |      | 5    |
| Kolumbia  |      |      |      |      | 2    |      |      |      | 2    |
| Japonia   |      |      |      | 1    | 1    |      |      |      | 2    |
| Włochy    | 1    |      |      |      |      |      |      |      | 1    |
| Irlandia  | 1    |      |      |      |      |      |      |      | 1    |
| Portoryko | 1    |      |      |      | 1    |      |      |      | 2    |
| Rosja     |      |      | 1    |      |      |      |      |      | 1    |